# الحقب (مدينة حجة)

تعديل مصدري - تعديل

الحقب هي إحدى قرى عزلة عبس بمديرية مدينة حجة التابعة لمحافظة حجة، بلغ تعداد سكانها 147 نسمة حسب تعداد اليمن لعام 2004.